# Canal d'Ellesmere

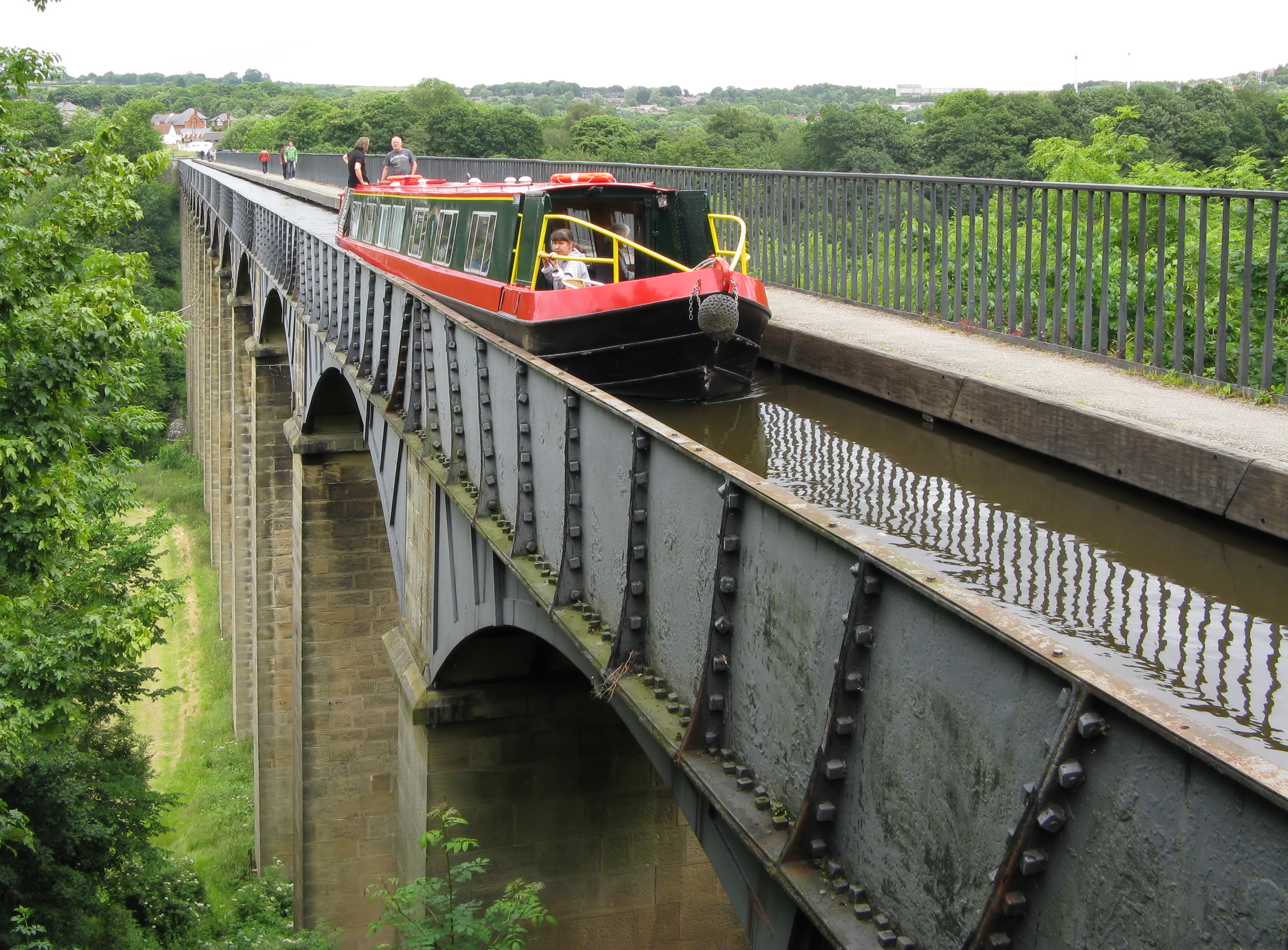
Le pont-canal de Pontcysyllte inauguré en 1805.

Le Canal d’Ellesmere (aujourd'hui « canal de Llangollen ») est une voie navigable d'Angleterre et du pays de Galles. Ce canal de jonction reliait la Mersey à la Severn. Il devait relier le port de Liverpool, les mines du nord-est du Pays de Galles et le bassin industriel des Midlands de l'Ouest. Mais ces travaux ne furent jamais achevés à cause de leur coût faramineux et d'un trop faible trafic commercial.
Le Canal d’Ellesmere, lancé à la souscription en 1791, aurait créé une liaison fluviale entre Netherpool, Cheshire et Shrewsbury ; mais seuls certains tronçons ont été réalisés : ils ont été incorporés plus tard au canal de Chester, au canal Montgomery et au canal de Shropshire Union. Malgré plusieurs prouesses techniques, les travaux furent interrompus après la construction du pont canal de Pontcysyllte, en 1805. L'extrémité nord du canal, le bassin de virement de Trevor, près de Ruabon, se trouvait à 25 km de Chester, et son terminus sud était à Weston Lullingfields, à 15 km de Shrewsbury.
Dans le cadre de la reconversion des voies navigables de Grande-Bretagne à la navigation de plaisance, le tronçon central s'appelle aujourd'hui le « canal de Llangollen », bien que ses pères n'eussent aucune intention de relier Llangollen. Cet embranchement n'était à l’origine qu'une rigole d'alimentation reliée à la Dee en amont du village, ce qui explique son gabarit réduit.

## Histoire

### Le choix de l'itinéraire

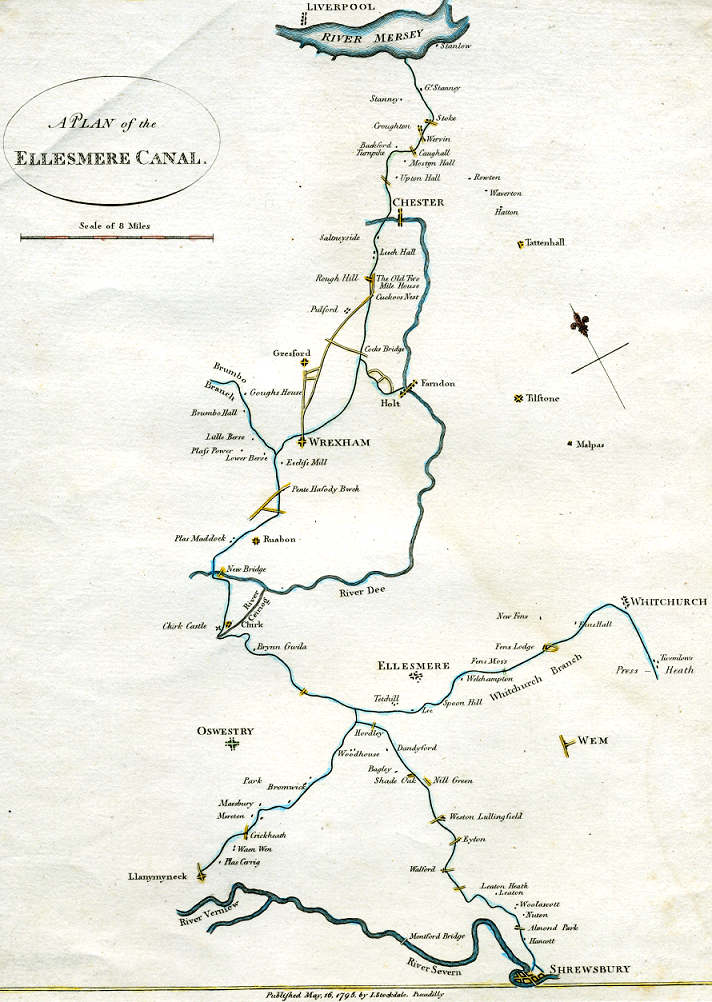
Carte du projet de canal (1795).

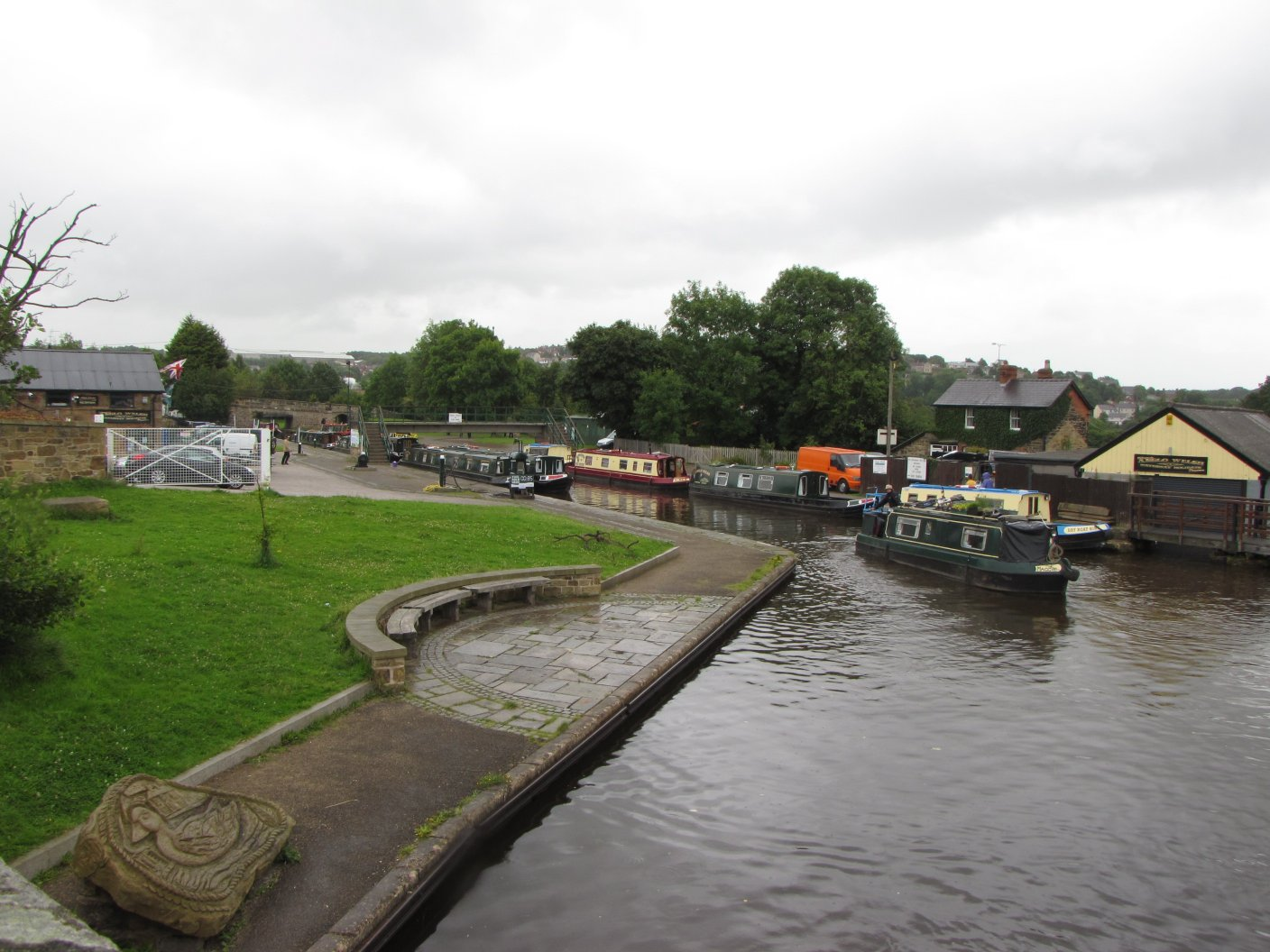
Le bassin de virement de Trevor, tête du canal.

Le projet de ce canal fut présenté à un groupe d'investisseurs réunis à Ellesmere en 1791 : il s'agissait de relier Netherpool (aujourd'hui Ellesmere Port) sur la Mersey à la Dee à Chester. Il devait être prolongé vers le sud est via Overton (sud de Wrexham) à la Severn à Shrewsbury. Des antennes fluviales devaient être creusées pour desservir les forges et les charbonnages de Bersham, entre Wrexham et Ruabon, ainsi que les mines de cuivre de Llanymynech. Dès 1793, un vote du Parlement avait accordé le privilège de creusement du canal à ses actionnaires.
Mais cet itinéraire au-delà de Chester n'était pas du goût de tous les investisseurs : pour relier la Dee à la Severn, ils préféraient un tracé passant plus à l'ouest, directement à travers le bassin minier du Pays de Galles. Ce fut finalement cette option que retint le chef de projet, John Duncombe, lorsqu'il fit les levés topographiques. L'illustre ingénieur William Jessop fut appelé comme expert : il confirma le choix de Duncombe et fut nommé ingénieur en chef du canal tandis que Thomas Telford était nommé conducteur d'opération. Le tronçon nord, un canal latéral à la Mersey, fut achevé dès 1797. Les péages perçus furent réinvestis dans les travaux.
Mais l'itinéraire par l'ouest posait de formidables défis techniques : à Eglwyseg et au pieds des monts de Ruabon, il fallait franchir plusieurs défilés et traverser le massif par un tunnel. Les levés de Duncombe faisaient apparaître une dénivelée de 92 m entre Chester et Wrexham, montraient qu'il faudrait un tunnel d'au moins 4 200 m de longueur à Ruabon, un pont-canal pour franchir la vallée de la Dee à Pontcysyllte, un autre tunnel et un pont canal près de Chirk, enfin un dernier tunnel à la traversée du Shropshire près de Weston Lullingfields.
Un plan du canal, publié en 1795, montre le tracé entre Netherpool au nord et Shrewsbury au sud : 
Mersey; Great Stanney; Stoak; Wervin; Caughall; Chester; Saltneyside; Lache Hall; Rough Hill; Cuckoos Nest; Wrexham; Ruabon; Plas Madoc; Chirk; Hordley; Dandyford; Shade Oak; Weston Lullingfields; Eyton; Walford; Hancott; Shrewsbury; Severn.
Le canal aurait dû comporter quatre antennes fluviales :
- Une antenne de 4,8 km jusqu'à Holt.
- Une antenne de 8 km reliant la campagne de Wrexham à Brymbo.
- Une antenne reliant la campagne de Hordley à Llanymynech, via Maesbury, Morton et Crickheath.
- Une antenne de 27,5 km depuis la campagne de Tetchill to Prees Heath, via Welshampton, Fenn's Moss et Whitchurch.

Dès le début, Jessop avait signalé que la solution la moins onéreuse consistait à recourir à des écluses sur les deux versants du Vale of Llangollen, de façon à réduire le cote de retenue du canal pour le second franchissement de la vallée de la Dee à Froncysyllte : les écluses aurait recyclé l'eau des sassées par pompage. Mais en 1795, Jessop et Telford avaient changé d'avis et optèrent pour la construction d'un pont-canal en fonte, sans changer l'altitude initialement prévue pour le canal.

### Construction

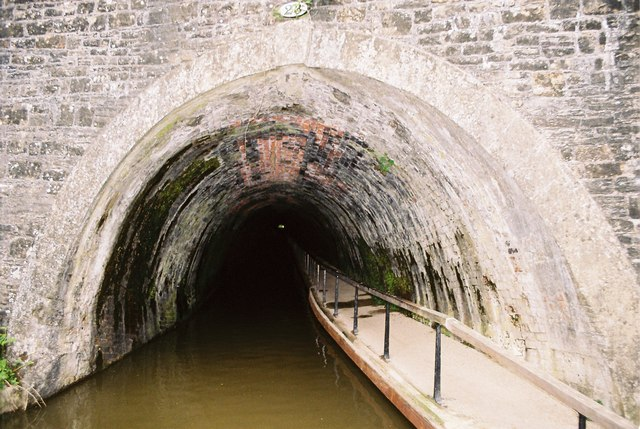
Le tunnel de Chirk, sur le Canal d’Ellesmere, a été achevé en 1802.

Les travaux commencèrent par le creusement de l'antenne de Llanymynech, entre Frankton Junction et Llanymynech, en 1796. Par l'écluse de Carreghofa, elle reliait le Canal de Montgomeryshire juste inauguré en 1797.
Simultanément, Thomas Telford édifiait le barrage-réservoir de Moss Valley (Wrexham), afin d'alimenter en eau le bassin de virement de Trevor Basin, en amont de Chester ; mais le bief Trevor-Chester fut abandonné en 1798, ainsi qu'un tronçon entre Ffrwd et la halte fluviale de Summerhill. On peut encore foir les vestiges de la rigole à Gwersyllt, et une rue du village s'appelle Heol Camlas (qui signifie « rue du canal »).
Le canal latéral à la Mersey reliant la Dee à Chester au Canal de Chester date de 1797.
Pour ce qui est du tronçon principal, le pont canal de Chirk a été inauguré en 1801, et le pont canal de Pontcysyllte (photo) en 1805. Toutefois, à ce moment, les investisseurs avaient renoncé à relier Chester à la cité minière de Ruabon, de sorte que le bassin de virement de Trevor Basin, à 3 km sud-ouest de Ruabon, devint le véritable terminus du canal.
Les actionnaires renoncèrent aussi à relier la Severn, car le Canal de Shrewsbury desservait déjà la ville, et la baisse du trafic sur la Severn ne justifiait plus les travaux. Coupée de son point d'alimentation en eau, situé au nord-ouest de Wrexham, le canal devait disposer d'une rigole d'alimentation : elle fut creusée le long de la vallée de la Dee jusqu'à Horseshoe Falls (Llantysilio). Cette rigole devint plus tard navigable.
Il ne restait plus qu'à creuser le tronçon nord reliant la Mersey à Chester, et le tronçon central long de 29 km, reliant le bassin de virement de Trevor à Weston Lullingfields. Pour relier ce tronçon central au reste du réseau fluvial britannique, les ingénieurs révisèrent le tracé de l'embranchement de Whitchurch : ils ajoutèrent une antenne de 47 km reliant, via Ellesmere, Frankton au Canal de Chester à Hurleston Junction ; elle fut creusée par étapes entre 1797 et 1806. Malgré son tracé sinueux, elle fut considérée comme l'axe du canal principal, à la place du tronçon reliant Frankton Junction à Weston Lullingfields, et qu'on appela l'« embranchement de Weston. »